# Megaprosopus andinus
Megaprosopus andinus är en tvåvingeart som beskrevs av Townsend 1912. Megaprosopus andinus ingår i släktet Megaprosopus och familjen parasitflugor.
Artens utbredningsområde är Peru. Inga underarter finns listade i Catalogue of Life.